# 聾人粵劇團
聾人粵劇團是由香港慈善機構龍耳於2014年7月成立，讓喜歡粵劇藝術的聾人學習粵劇的造手、武功及步法，並以手語演繹曲詞，並在活動上公開演出。

## 成立背景
由於有聾人對粵劇有濃厚的興趣，但無法聽到唱歌與對白。有見及此，慈善機構龍耳成立聾人粵劇團，並安排手語傳譯、粵曲演唱者及樂隊，協助聾人演員作公開演出。

## 成立目的
透過舉辦手語粵劇工作坊和聾人粵劇作社區公開演出，建構聾健共融的社會。

## 劇團演員
該粵劇團現有16名演員，他們均為聾人，由成立一年內，已為逾500名社區人士作演出。表演現場會有鼓樂聲演奏，並播放粵曲聲帶，演出的演員以手代口，用手語縯譯曲詞。
該粵劇團負責人及手語主任黃惠蘭指出，表演現場會安排即時手語傳譯、粵曲演唱者及樂隊，當絲竹聲響起加上演唱聲，台上的聾人演員們會配合手語傳譯的提示，演出相關的劇情。演員演出前會將粵劇的內容消化、牢記情節、同時演繹編製的手語動作及做出劇目內所需的功架。

## 演出作品
- 帝女花
- 紫釵記
- 鳳閣恩仇未了情

## 外部連結
- 官方网站
- 無線新聞專訪：聾人曲藝之路難 聾人粵劇團助圓夢 （页面存档备份，存于）